# 동원홈푸드
동원홈푸드(영어: Dongwon Home Food)는 대한민국의 종합 식품 기업이다. 식자재 유통과 조미사업, 단체급식, 외식 부문을 영위하고 있다. 1993년 6월에 출범한 오리엔탈캐터링 주식회사를 모태로 하며, 이후에는 삼조쎌텍으로 변경한 바 있다.

## 사업 부문
- 푸드 서비스
- 식자재 유통: 비셰프, 이팜키즈
- 조미 사업: 비비드키친, 비셰프
- 외식 사업: 크리스피 프레시, 포르투7, 샌드프레소 스페셜티, 라운지 디, 라운지 오
- 축육 사업: 금천미트. 금찬한우, 금천육우, 금천한돈, 델리치오, 미트지엥, 브룩클린688, 호텔 마리네이드
- 비즈니스 인프라

## 같이 보기
- CJ푸드빌
- CJ프레시웨이
- 신세계푸드
- 아워홈
- 한화푸드테크
- 현대그린푸드